# Somié
Somié – ou Ndeba en mambila ou Cokmo (Tchokmon) – est un village du Cameroun situé dans la plaine Tikar, près de la frontière avec le Nigeria. Il fait partie de la commune de Bankim, dans le département de Mayo-Banyo et la région de l'Adamaoua.

## Population
En 1967, Somié était crédité de 1 033 habitants, principalement des Mambila. Un dispensaire public, une école protestante, une école catholique et une mission catholique y étaient recensés.
Lors du recensement de 2005, le canton de Somié comptait 4 367 habitants, dont 2 662 pour le village de Somié proprement dit.
C'est le dernier village dans lequel on parlait le njerep, une langue mambiloïde probablement disparue aujourd'hui.

## Description
Cette chefferie de second degré, dirigée par Ndi Adam, possède plusieurs écoles, des églises et des mosquées. Les populations qui y vivent sont issues du peuple Mambila. Elles vivent principalement de l'agriculture

Vie quotidienne à Somié en 2022.
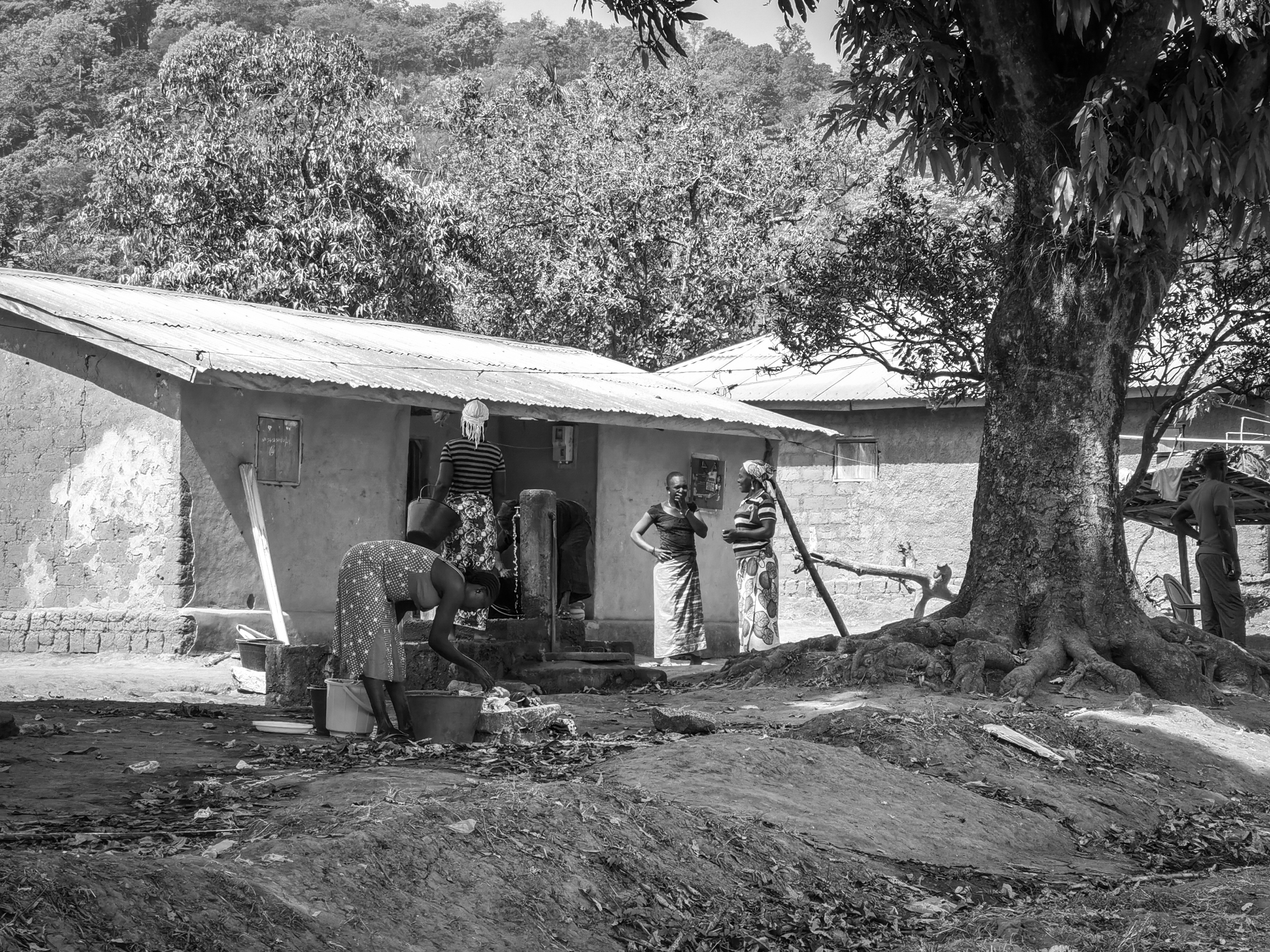
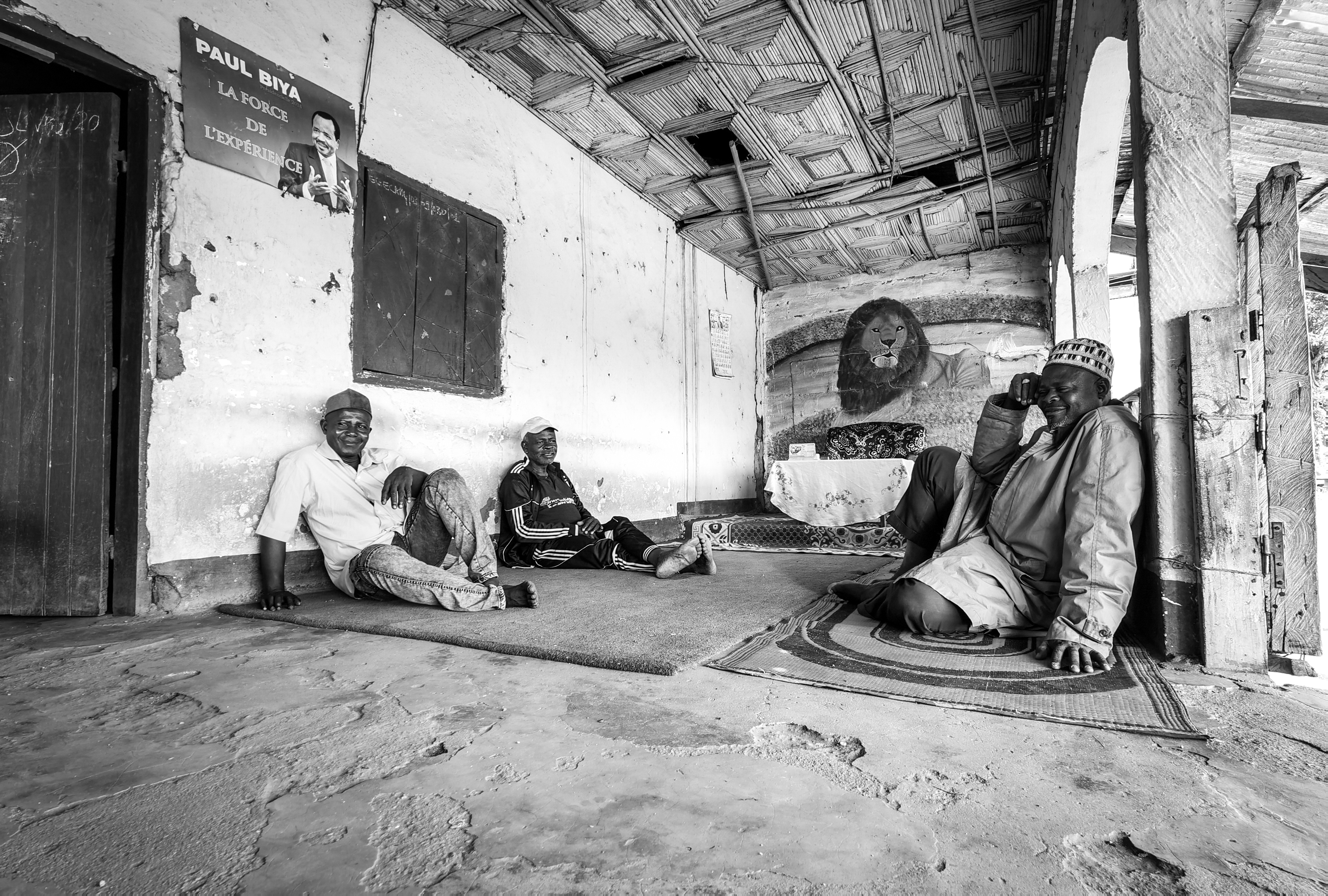
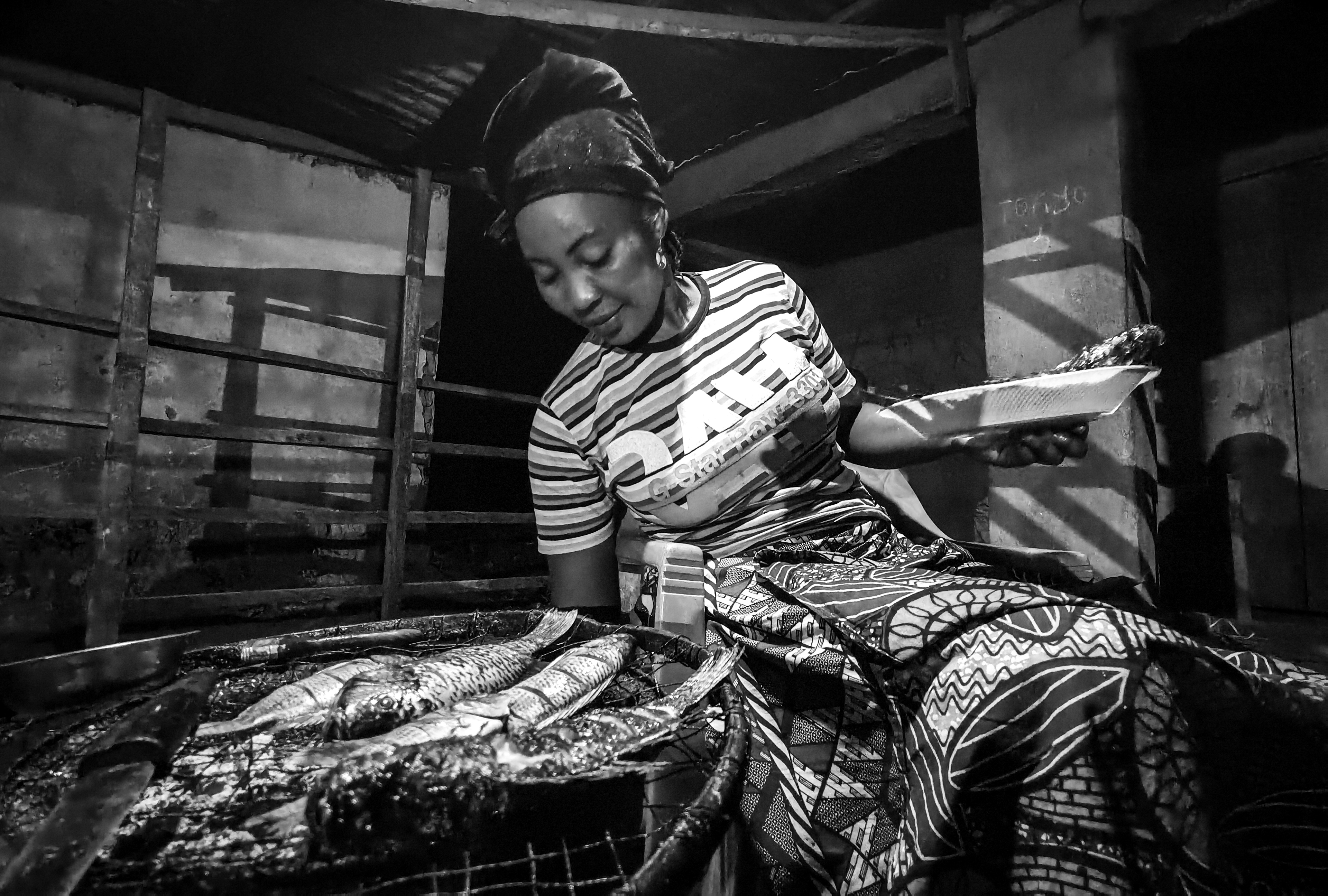